# エングレービング
エングレービング（engraving）とは版画の凹版技法のひとつで、ビュランという先端にダイアモンド様の固い刃のついたノミのような器具を使い、銅版に線を彫る。そして、その溝にインクを埋め、それを刷って作品にする版画技術。鮮明な線が特徴とされる。

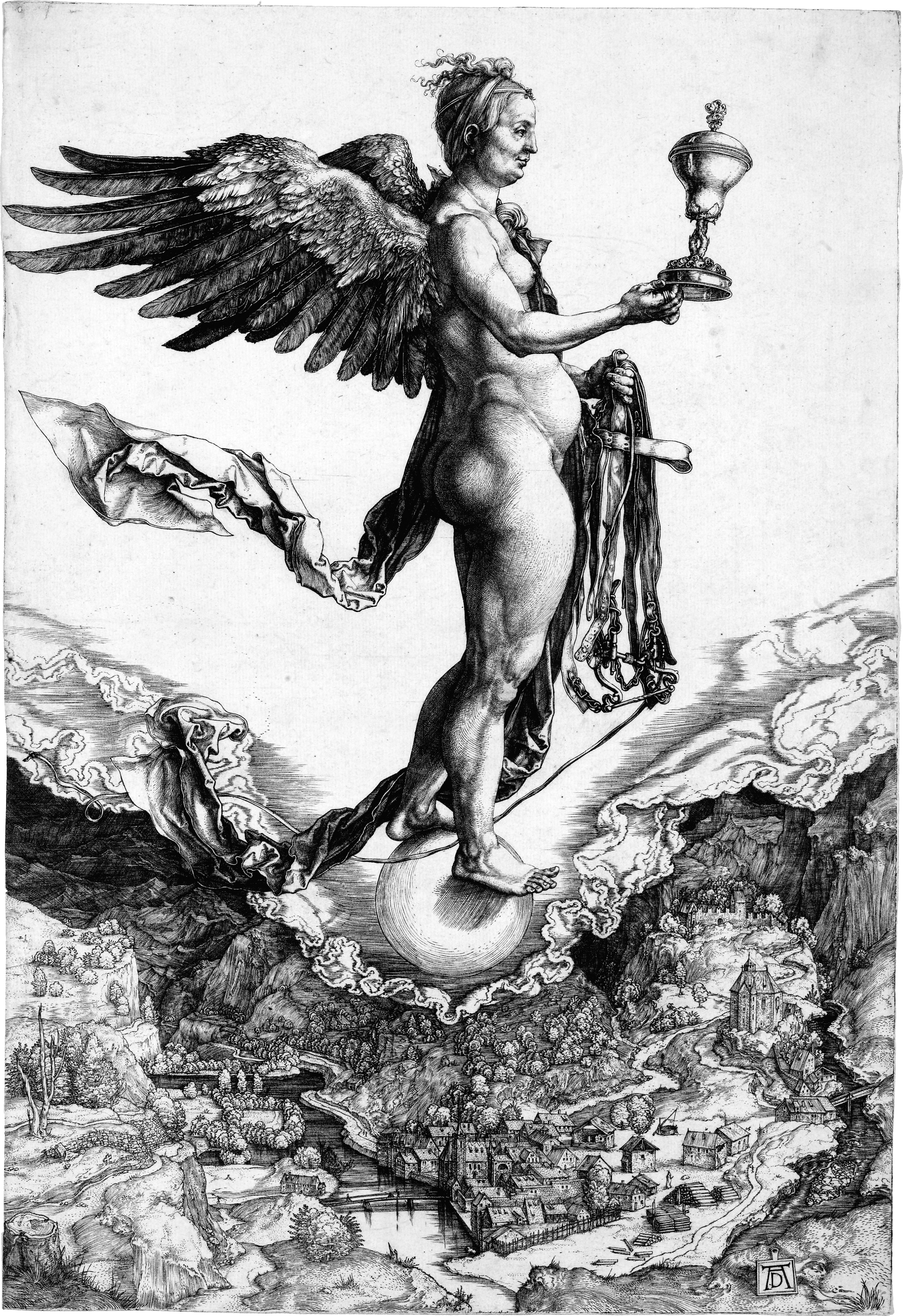
アルブレヒト・デューラーのエングレービング作品『ネメシス』

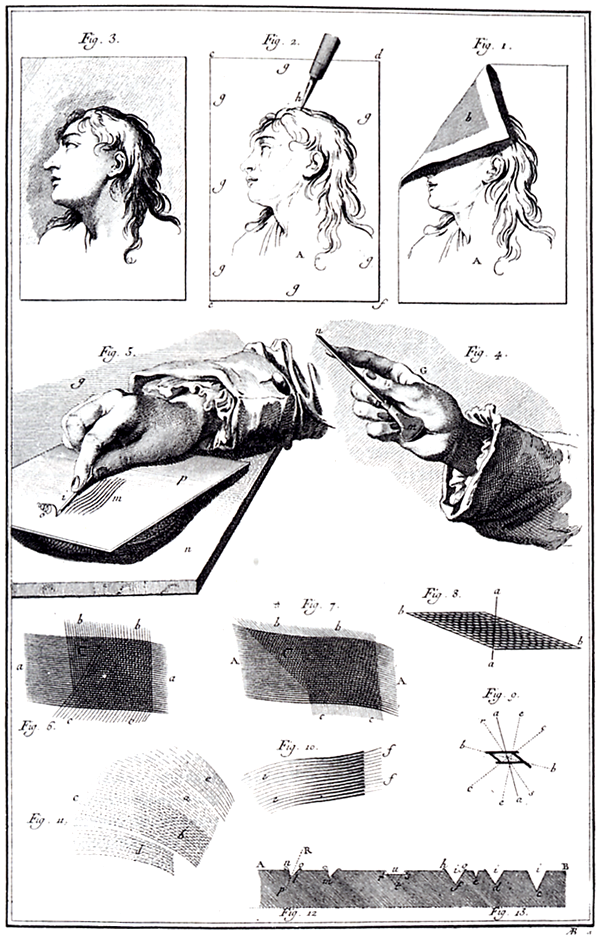
技法の例

## 概要
エングレービング版画は1430年ころのドイツのライン川上流付近の金属工房において制作された。主要な作家にマイスター.E.S、マルティン・ショーンガウアー、アルブレヒト・デューラーらがいた。彼らの作品はオールドマイスタープリントと呼ばれた。エッチングより成立は早い。西洋において美術品の複製版画の代表的な技法であったため、エングレーバー（engraver）は工具による製版を行う美術家だけでなく版画家全般を示すのに用いられることもある。
また単に金属やガラスを削ること、あるいはそれによる彫金作品を意味することもある。ビュラン彫り。

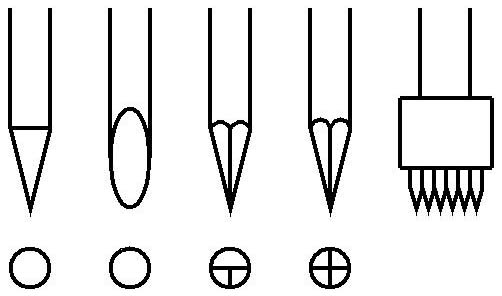
ビュランの先端の例
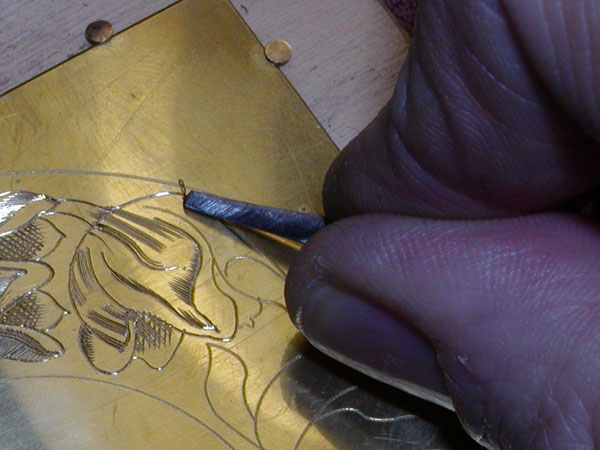
彫る様子
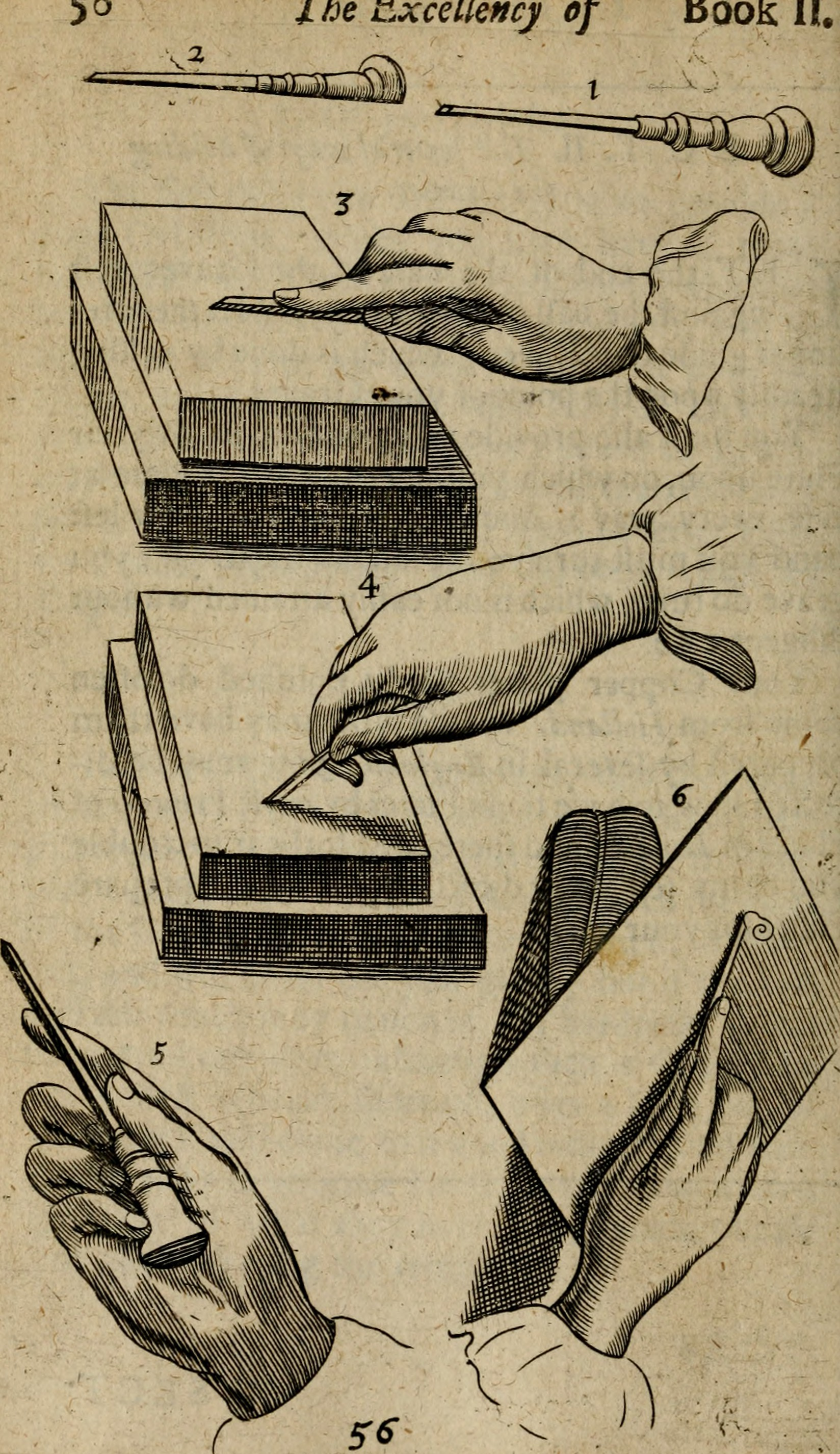
彫りかたの例
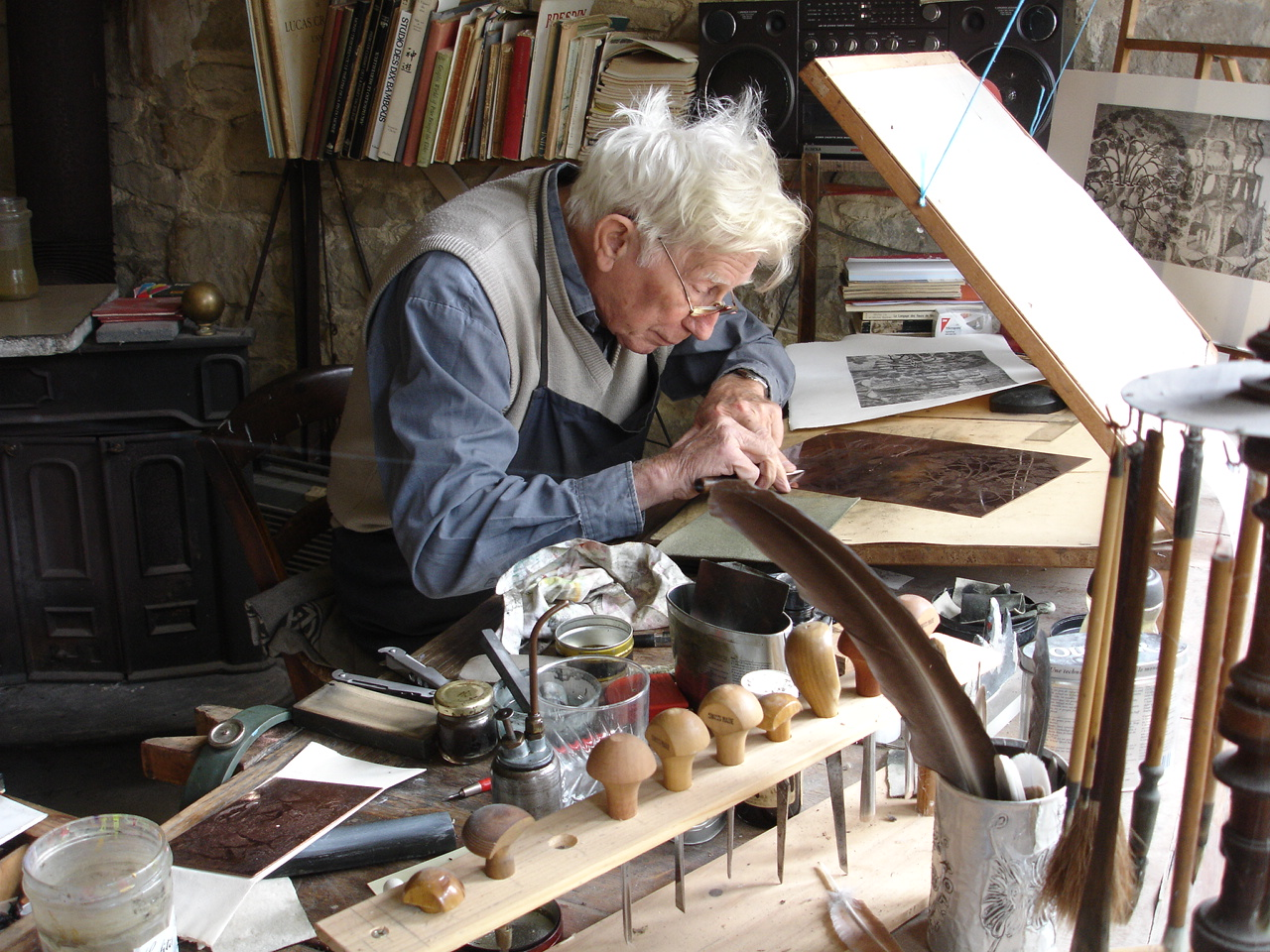
ジャック・ウープラン（英語版）の銅板への彫刻（2007年）
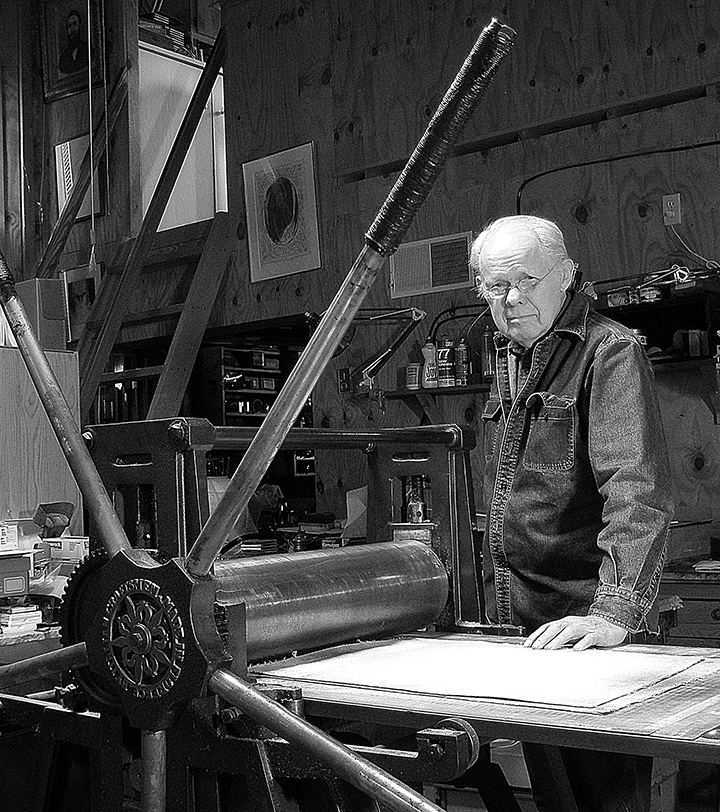
エバン・リンドクイスト（英語版）の版画プレス機での刷り（2017年）

### 印刷におけるエングレービング
印刷におけるエングレービング（engraving）とは、銅版を写真製版やグレーバー(ビュラン)で彫刻し、インクをつめて紙に転写する印刷技法で、熟練した高度な技術が必要とされる。また、転写部分がインクによって盛り上がるのも特徴。
細かい線や文字などの再現性がよく、最高級印刷の分類に属する。世界のVIPや王室などに利用され、企業でも信頼の証として使用されている。最近では偽造防止の観点からも注目を浴びる。よって、高級ブランドのタグなど、用途は様々である。最近は銅版印刷により高級グリーティングカードなどに使用されている。

## 初期のエングレービング作家
| 名前                             | 生没年         | 主な活動場所     | 備考             | 作品例                                           |
| -------------------------------- | -------------- | ---------------- | ---------------- | ------------------------------------------------ |
| アルブレヒト・デューラー         | 1471-1528      | ニュルンベルク   | 木版画家でもある | A.デューラー コルネリス・ボス ジョルジョ・ギージ |
| マルカントニオ・ライモンディ     | c.1475-c.1534  | ローマ           |                  | A.デューラー コルネリス・ボス ジョルジョ・ギージ |
| ジュリオ・カンパニョーラ         | 1482-1515      | ヴェネツィア     |                  | A.デューラー コルネリス・ボス ジョルジョ・ギージ |
| アゴスティーノ・ヴェネツィアーノ | c.1490-c.1540  | ローマ           |                  | A.デューラー コルネリス・ボス ジョルジョ・ギージ |
| ドメニコ・カンパニョーラ         | c.1500-1564    | ヴェネツィア     |                  | A.デューラー コルネリス・ボス ジョルジョ・ギージ |
| ゲオルク・ペンツ                 | c.1500-1550    | ニュルンベルク   |                  | A.デューラー コルネリス・ボス ジョルジョ・ギージ |
| ゼーバルト・ベーハム             | 1500-1550      | ニュルンベルク   |                  | A.デューラー コルネリス・ボス ジョルジョ・ギージ |
| コルネリス・ボス                 | 1505/1510-1555 | アントウェルペン |                  | A.デューラー コルネリス・ボス ジョルジョ・ギージ |
| ニコラス・ベアトリゼ             | 1510s-1560s    | ローマ           |                  | A.デューラー コルネリス・ボス ジョルジョ・ギージ |
| フィルギル・ゾリス               | 1514-1564      | ニュルンベルク   |                  | A.デューラー コルネリス・ボス ジョルジョ・ギージ |
| ヒエロニムス・コック             | 1518-1570      | アントウェルペン |                  | A.デューラー コルネリス・ボス ジョルジョ・ギージ |
| ジョルジョ・ギージ               | 1520-1582      | アントウェルペン |                  | A.デューラー コルネリス・ボス ジョルジョ・ギージ |
| ディルク・コーンヘルト           | 1522-1590      | ハールレム       |                  | A.デューラー コルネリス・ボス ジョルジョ・ギージ |
| ピーテル・ファン・デル・ヘイデン | c.1530-1572    | アントウェルペン |                  | A.デューラー コルネリス・ボス ジョルジョ・ギージ |
| コルネリス・コルト               | 1533-1578      | ヴェネツィア     |                  | A.デューラー コルネリス・ボス ジョルジョ・ギージ |
| フィリップ・ハレ                 | 1537-1612      | アントウェルペン |                  | A.デューラー コルネリス・ボス ジョルジョ・ギージ |
| ヨースト・アンマン               | 1539-1591      | ニュルンベルク   |                  | A.デューラー コルネリス・ボス ジョルジョ・ギージ |
| ディアナ・スクルトリ             | 1547-1612      | ローマ           |                  | A.デューラー コルネリス・ボス ジョルジョ・ギージ |